# Planet Pit
Albums de Pitbull
Armando
(2010) Original Hits
(2012)
Singles
1. Hey Baby (Drop It to the Floor)
Sortie : 14 septembre 2010
2. Give Me Everything
Sortie : 18 mars 2011
3. Rain Over Me
Sortie : 19 juillet 2011
4. International Love
Sortie : 1er novembre 2011

Planet Pit est le sixième album studio de Pitbull, sorti le 21 juin 2011.

## Liste des titres
| No  | Titre | Auteur | Contient un (des) sample(s) de                                                                                             | Durée |
| --- | --- | --- | --- | ----- |
| 1.  | Mr. Worldwide (Intro) (featuring Vein – Produit par Vein)                                                  | Armando C. Perez, Gravriel Aminov                                                                                                   | Think (About It) de Lyn Collins                                                                                            | 1:24  |
| 2.  | Give Me Everything (featuring Ne-Yo, Afrojack et Nayer – Produit par Afrojack)                             | Perez, Nick van de Wall, Shaffer Smith                                                                                              | | 4:16  |
| 3.  | Rain Over Me (featuring Marc Anthony – Produit par RedOne, Rush et Jimmy Joker)                            | Perez, RedOne, Marc Anthony, Bilal « The Chef » Hajji, AJ Janussi, Rachid Aziz                                                      | | 3:51  |
| 4.  | Hey Baby (Drop It to the Floor) (featuring T-Pain – Produit par Sandy Vee)                                 | Perez, Sandy Vee, T-Pain | | 3:54  |
| 5.  | Pause (Produit par Affect, Drop, DJ Buddha et Apster*)                                                     | Perez, Abdesamad Ben Abdelouahid, Adrian Santalla, Ari Kalimi, Urales Vargas                                                        | Bubble Gutz d'Apster | 3:00  |
| 6.  | Come N Go (featuring Enrique Iglesias – Produit par Dr. Luke et Benny Blanco)                              | Perez, Lukasz Gottwald, Benjamin Levin, Max Martin, Enrique Iglesias                                                                | | 3:50  |
| 7.  | Shake Senora (featuring T-Pain et Sean Paul – Produit par Clinton Sparks et DJ Snake)                      | Perez, Clinton Sparks, William Grigahcine, T-Pain, Sean Paul Henriques, Ralph de Leon, Harry Belafonte, Gabriel Oller, Steve Samuel | Jump in the Line d'Harry Belafonte Gettin' Money (The Get Money Remix) de Junior M.A.F.I.A. featuring The Notorious B.I.G. | 3:34  |
| 8.  | International Love (featuring Chris Brown – Produit par Soulshock & Biker et Sean Hurley^)                 | Perez, Carsten Shack, Peter Biker, Sean Hurley, Claude Kelly                                                                        | | 3:48  |
| 9.  | Castle Made of Sand (featuring Kelly Rowland et Jamie Drastik – Produit par DJ Frank E et Jacob Luttrell*) | Perez, Justin Franks, Jacob Luttrell, Julie Frost, Kelly Rowland, James T. Huy                                                      | | 3:48  |
| 10. | Took My Love (featuring RedFoo, Vein et David Rush – Produit par RedFoo)                                   | Perez, Stefan Kendal Gordy, Gravriel Aminov, Urales Vargas, David Mauricio Bowen-Petterson, Neal Conway, Crystal Waters             | Gypsy Woman (She's Homeless) de Crystal Waters                                                                             | 4:30  |
| 11. | Where Do We Go (featuring Jamie Foxx – Produit par Jim Jonsin et Marc Kinchen*)                            | Perez, James Scheffer, Marc Kinchen, Daniel Morris, Leroy Sanchez, Jamie Foxx                                                       | | 3:50  |
| 12. | Something for the DJs (Produit par David Guetta et Afrojack)                                               | Perez, David Guetta, Nick van de Wall, Rico Love                                                                                    | If You're Happy and You Know It (Traditionnel)                                                                             | 3:04  |

| 13. | Mr. Right Now (featuring Akon – Produit par DJ Frank E et Jacob Luttrell*)                              | Perez, Justin Franks, Jacob Luttrell, Aliaune Thiam | 3:07 |
| 14. | Shake Senora (Remix) (featuring T-Pain, Sean Paul et Ludacris – Produit par Clinton Sparks et DJ Snake) | Perez, Clinton Sparks, William Grigahcine, T-Pain, Sean Paul Henriques, Christopher Bridges, Ralph de Leon, Harry Belafonte, Gabriel Oller, Steve Samuel | 4:12 |
| 15. | Oye Baby (Pitbull vs. Nicola Fasano – Produit par Nicola Fasano)                                        | Perez, Nicola Fasano, Stefano Bosco, Massimiliano Moroldo, Airto Moreira                                                                                 | 2:55 |
| 16. | My Kinda Girl (featuring Nelly – Produit par Polow da Don et Jason Perry*)                              | Perez, Jamal Jones, Cornell Haynes, Jason Perry, Donnie Scantz                                                                                           | 3:40 |

(*) coproducteur

(^) production additionnelle

## Clips
- Hey Baby (Drop It to the Floor)
- Give Me Everything (Tonight)
- Rain Over Me
- International Love

## Classement
| Classement (2011)                             | Meilleure position |
| --------------------------------------------- | ------------------ |
| Australie Classement album                    | 5                  |
| Australie Classement album Urban              | 2                  |
| Autriche Classement album                     | 3                  |
| Belgique Classement album (Flandre)           | 24                 |
| Belgique Classement album (Wallonie)          | 11                 |
| Canada Classement album                       | 4                  |
| République tchèque Classement album           | 33                 |
| Danemark Classement album                     | 39                 |
| Pays-Bas Classement album                     | 21                 |
| Finlande Classement album                     | 21                 |
| France Classement album                       | 13                 |
| AllemagneClassement album                     | 6                  |
| Grèce Classement album                        | 27                 |
| Hongrie Classement album                      | 6                  |
| Irlande Classement album                      | 17                 |
| Italie Classement album                       | 8                  |
| Mexique Classement album                      | 12                 |
| Nouvelle-Zélande Classement album             | 10                 |
| Norvège Classement album                      | 30                 |
| Pologne Classement album                      | 12                 |
| Portugal Classement album                     | 24                 |
| ÉcosseClassement album                        | 16                 |
| Espagne Classement album                      | 5                  |
| Suisse Classement album                       | 2                  |
| Corée du Sud Classement album (International) | 6                  |
| Royaume-Uni Classement album                  | 11                 |
| Royaume-Uni Classement album R&B              | 1                  |
| États-Unis Billboard 200                      | 7                  |
| États-Unis Top Rap Albums                     | 2                  |
| États-Unis Top R&B/Hip-Hop Albums             | 3                  |

| Classement (2011)          | Position |
| -------------------------- | -------- |
| Autriche Classement album  | 40       |
| Canada Classement album    | 24       |
| Allemagne Classement album | 54       |
| Suisse Classement album    | 28       |

| Pays                  | Certifications | Mise en place |
| --------------------- | -------------- | ------------- |
| Allemagne (BVMI)      | Or             | 100,000       |
| Australie (ARIA)      | Or             | 35,000        |
| Autriche (IFPI)       | Or             | 15,000        |
| Canada (Music Canada) | Platine        | 80,000        |
| France (SNEP)         | Platine        | 100 000       |
| Mexique (AMPROFON)    | Or             | 30,000        |
| Suisse (IFPI)         | Or             | 15,000        |

## Historique de sortie
| Pays        | Date         | Format                     |
| ----------- | ------------ | -------------------------- |
| Australie   | 17 juin 2011 | CD, téléchargement digital |
| Allemagne   | 17 juin 2011 | CD, téléchargement digital |
| Irlande     | 17 juin 2011 | CD, téléchargement digital |
| Pays-Bas    | 17 juin 2011 | CD, téléchargement digital |
| Royaume-Uni | 20 juin 2011 | CD, téléchargement digital |
| États-Unis  | 21 juin 2011 | CD, téléchargement digital |
| Danemark    | 22 juin 2011 | CD, téléchargement digital |
| Brésil      | 30 juin 2011 | CD, téléchargement digital |
| Pologne     | 8 août 2011  | CD, téléchargement digital |